# Emil Frey
Pour les articles homonymes, voir Frey et Emil Frey (homonymie).
Pour le compositeur suisse, voir Emil Frey (compositeur).
Emil Frey, né le 24 octobre 1838 à Arlesheim (originaire de Münchenstein) et mort le 24 décembre 1922 dans la même commune, est une personnalité politique suisse, membre du Parti radical-démocratique (PRD). Il est conseiller fédéral de 1891 à 1897, à la tête du Département militaire, et président de la Confédération en 1894.

## Biographie
Emil Frey naît le 24 octobre 1838 à Arlesheim. Il est le fils d'Emil Remigius Frey et d'Henriette Chatoney. Il est originaire de Münchenstein.
Après ses écoles secondaires à Bâle-Campagne, Emil Frey continue au gymnase à Bâle (sans diplôme) puis à l'institut agronomique de Iéna.
Il se marie avec Emma Kloss, fille de Karl, secrétaire de police à Liestal. À l'armée, il atteint le grade de colonel.

### Guerre de Sécession et débuts en politique
Frey devient valet de ferme aux États-Unis dès 1860. Lors de la guerre de Sécession, Frey s'engage dans l'armée nordiste, où il parvient au grade de major. Il est prisonnier des sudistes de 1863 à 1865. Il regagne Arlesheim à la fin de la guerre.
Il est élu chancelier de Bâle-Campagne et peu après conseiller d'État (1866-1872). Il fait adopter une loi cantonale sur les fabriques et soutient durant le Kulturkampf la gauche radicale. Rédacteur du Basler Nachrichten en 1872. Il est élu la même année au Conseil national (président en 1876), où il milite pour la révision de la Constitution fédérale.
Premier président du groupe radical (1878), il est plusieurs fois candidat malheureux au Conseil fédéral, puis devient ministre de Suisse à Washington de 1882 à 1888 (où il se signale par son activité en faveur des immigrants suisses). À son retour en Suisse il est à nouveau conseiller national et rédacteur de la National-Zeitung de Bâle (1888).

### Conseil fédéral
Il est élu conseiller fédéral en 1890 pour succéder à Bernhard Hammer. Chef du Département militaire (1891-1897, président de la Confédération en 1894), il s'occupe de la capacité de défense du pays, alors négligée, des fortifications du Gothard et des plans du verrou de Saint-Maurice. En 1895, le peuple rejette sa révision partielle de l'Organisation militaire. Frey peut agir par son charme, mais a aussi une tendance à la coquetterie mondaine, et n'est pas sans susceptibilité. Infatigable, d'une discipline militaire, il déploie dans toutes ses fonctions une activité débordante, mais peine souvent à s'adapter aux normes.
Après son retrait, il devient directeur du bureau de l'Union internationale des télégraphes à Berne, jusqu'en 1921.

### Autre
- Auteur de l'ouvrage Le Suisse sous les drapeaux (Neuchâtel, 1907), illustré par Evert van Muyden.
- Franc-maçon, membre de la Loge Zur Freundschaft und Beständigkeit de Bâle, qui appartient à la Grande Loge suisse Alpina[2].